# Gare de Paris-Abattoirs
Gare de Paris-Abattoirs je zaniklé nákladové nádraží v Paříži v 19. obvodu. Nádraží bylo v provozu v letech 1871–1977 na trati Petite Ceinture a sloužilo k obsluze jatek v La Villette. Na jeho místě se dnes rozkládá Parc de la Villette.

## Lokace
Nádraží se nacházelo v 19. obvodu a spolu s nákladovým nádražím Paris-Bestiaux bylo součástí zrušené tratě Petite Ceinture, kde tvořilo jeho odbočky, jedna jižně, druhá severně od stanice Belleville-Villette.

## Historie
Dne 26. července 1864 podepsalo město Paříž a železniční společnost Petite Ceinture dohodu o výstavbě a rozvoji boční větve, která bude sloužit jatkám v La Villette. Stavební práce sice započaly 18. října 1867, ale nádraží bylo zprovozněno až 20. října 1871. Původně měla mít každá budova na jatkách svou vlastní vlečku, ale všechny koleje nebyly postaveny. Od 90. let 19. století na nádraží přijížděly též vlaky se zvířaty ze zahraničí. Na rozdíl od nádraží Paris-Bestiaux měly tyto vlaky zaplombované vozy a před prodejem či porážkou byly izolovány od ostatních zvířat. Dne 1. února 1892 byl otevřen vedle nádraží Paris-Abattoirs karanténní prostor, aby se zabránilo epidemii slintavky a kulhavky.
Přístup na stanici Paris-Abattoirs byl přes zvedací most na kanálu Ourcq. Vzhledem ke komplikacím pro říční plavbu způsobeným užíváním mostu bylo nádraží Paris-Abattoirs používáno pouze výjimečně. Na nádraží Paris-Bestiaux se tedy dovážela všechna zvířata jak na porážku, tak i k dalšímu prodeji. Tím vznikalo riziko nákazy, pokud by se nakazila zvířata určená pro trhy mimo Paříž. Ministerstvo zemědělství proto opakovaně zakazovalo převážení dobytka. Vzniklo několik projektů na úpravu obou nádraží, ale nebyly realizovány. V rámci renovace jatek v La Villette v 60. letech 20. století probíhaly na nádraží přestavby. Pod kanálem byl vybudován tunel, který nahradil zvedací most. Navzdory postupu prací, byly tyto v 70. letech přerušeny. Jatka byla uzavřena 15. března 1974, čímž nádraží ztratilo svůj význam.
Pozemky byly v listopadu 1983 převedeny od SNCF na město Paříž a v prostoru jatek vznikl Parc de la Villette. Nádraží se nacházelo severovýchodně od současného Cité des sciences et de l'industrie.